# Cody Anderson
Pour les articles homonymes, voir Anderson.
Cody Anderson (né le 14 septembre 1990 à Quincy, Californie, États-Unis) est un lanceur droitier des Indians de Cleveland de la Ligue majeure de baseball.

## Carrière
Joueur au Feather River College de sa ville natale de Quincy, en Californie, un collège communautaire où il est lanceur et voltigeur, Cody Anderson est repêché à deux reprises par un club du baseball majeur : d'abord sélectionné au 17e tour de sélection par les Rays de Tampa Bay en 2010, c'est plutôt avec les Indians de Cleveland qu'il signe son premier contrat professionnel, après que ceux-ci l'eurent réclamé en 14e ronde en 2011. Lanceur de relève au collège, il commence sa carrière professionnelle en 2011 avec des clubs de ligues mineures affiliés aux Indians, qui en font immédiatement un lanceur partant.
Après avoir maintenu une moyenne de points mérités de 2,65 en 26 départs et 136 manches lancées pour deux clubs affliés aux Indians en 2013, il reçoit le prix Bob Feller annuellement remis au meilleur lanceur des ligues mineures sous contrat avec la franchise de Cleveland. Ses performances déclinent spectaculairement en 2014 alors que sa moyenne de points mérités se chiffre à 5,44 en 25 départs et 125 manches lancées pour les Aeros d'Akron, le club-école de niveau Double-A à qui les Indians l'avaient pour la première fois assigné. Mais après seulement 10 matchs des Aeros, pour qui il maintient une moyenne de 1,73 point mérité accordé par partie en 2015, il gradue au niveau Triple-A, puis est appelé dans les majeures après seulement 3 parties jouées pour les Clippers de Columbus[réf. souhaitée].
Cody Anderson fait ses débuts dans le baseball majeur comme lanceur partant des Indians de Cleveland le 21 juin 2015. Il impressionne en blanchissant les Rays de Tampa Bay en 7 manches et deux tiers, même s'il ne reçoit pas de décision au terme de la victoire de 1-0 des Indians. À sa première saison, Anderson maintient une moyenne de points mérités de 3,05 en 91 manches et un tiers lancées lors de 15 départs, gagnant 7 matchs contre 3 défaites. Il termine l'année en force : alors que son coéquipier Francisco Lindor décroche l'honneur de meilleure recrue du mois, Anderson est meilleur nommé lanceur du mois de septembre 2015 dans la Ligue américaine après avoir maintenu une moyenne de points mérités de 1,38 en 6 départs, remportant 5 victoires contre aucune défaite.